# 岱宗坊
36°14′N 117°06′E / 36.233°N 117.100°E
岱宗坊是位于今中华人民共和国山东省泰安市泰山登山中路上，岱庙以北，红门、白鹤泉以南的一座三门四柱的石坊。岱宗坊始建于明嘉靖年间，清雍正年间重修时丁皂保篆额。坊前设有两个雍正九年（1731年）立《重修泰山上谕碑》和《重修泰山记碑》。2006年，岱宗坊作为泰山古建筑群的一部分被列入第六批全国重点文物保护单位。
岱宗坊以东原有一座建于明弘治年间的丰都庙，坊北原有三皇庙，两庙均于1950年前后拆毁，1979年在其址建中国国际旅行社泰安支社和泰山宾馆。
岱宗坊以西原有一建封院，初建年代不可考，后于北宋政和年间，建封院改为升元观，此观祀东岳福神东华帝君。清乾隆年间，升元观被拆除，建乾隆行宫。原宫规模宏大，松柏郁郁，奇石林立，溪泉争流，后荒废。民国年间由于军阀混战，行宫屡驻军队，行宫内庙宇建筑被来往军阀部下彻底毁坏，古树随之砍伐殆尽。1952年前后此处成为山东省泰安林业技术学校操场，操场南门设有林校操场公交站。林校操场平时对市民开放，1986年到2019年为泰山登山节兼登山比赛的起点，假期期间临时辟为泰山游客临时停车场。
岱宗坊以北为玉皇阁及白鹤泉故址。玉皇阁建于明万历年间，祀玉皇大帝，中华人民共和国建立前后被毁，今为济南军区干部休养所。白鹤泉位于今山东科技大学泰山校区西门附近，据传古时白鹤泉曾有泉水流出，今已干涸。

## 图册

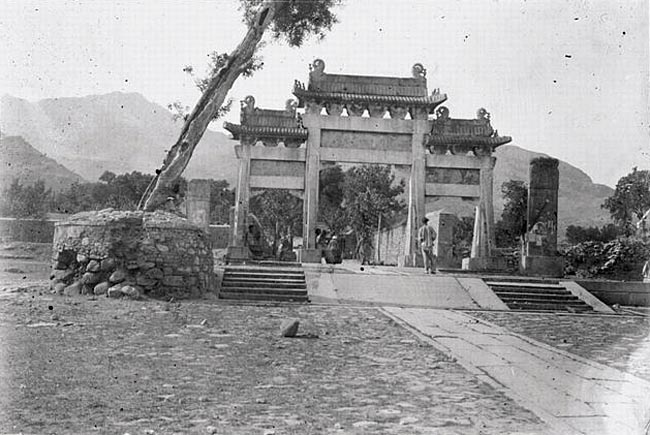
1907年，法国汉学家沙畹拍摄
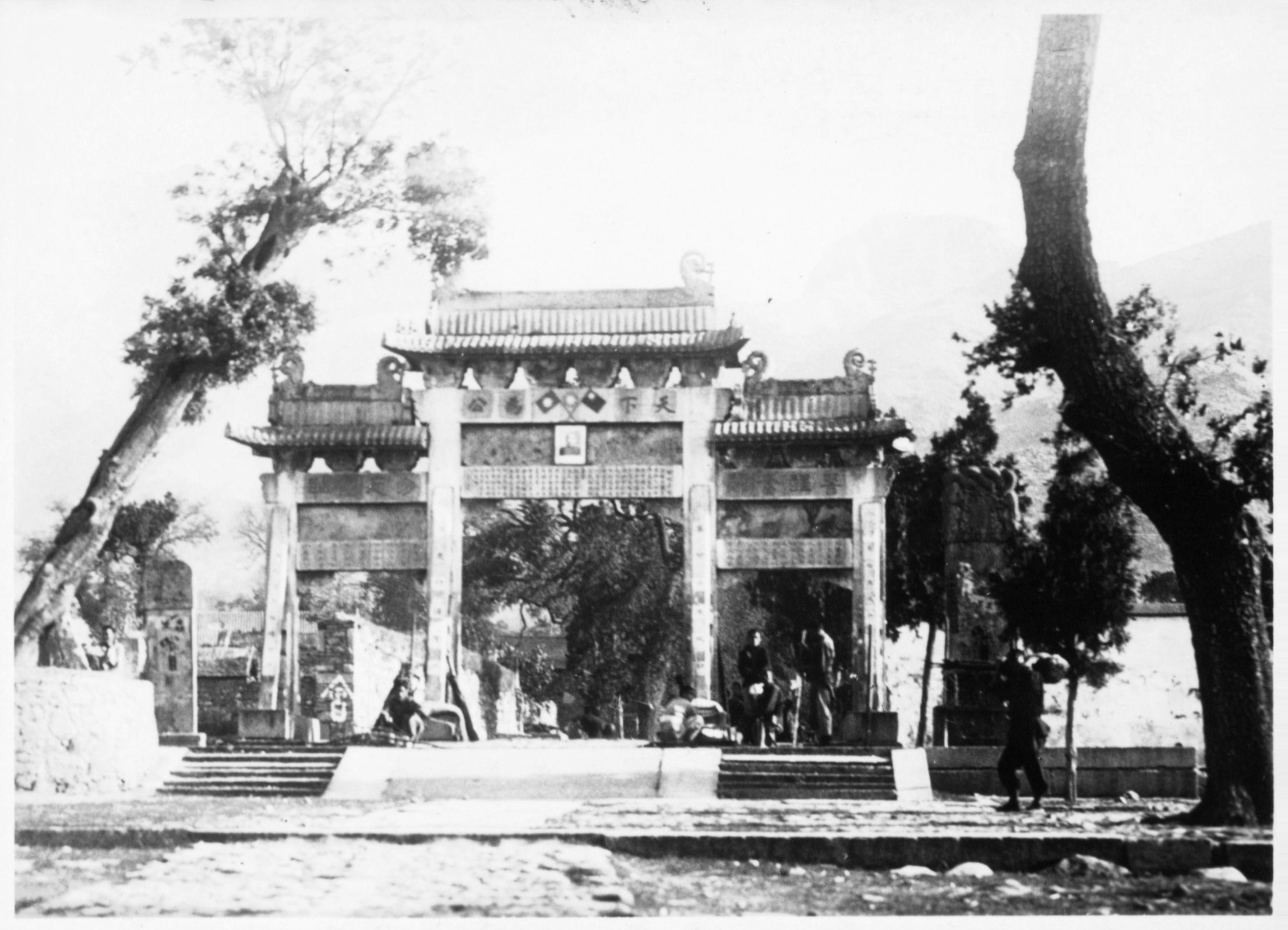
1929年，日本间谍岛崎役治拍摄的岱宗坊
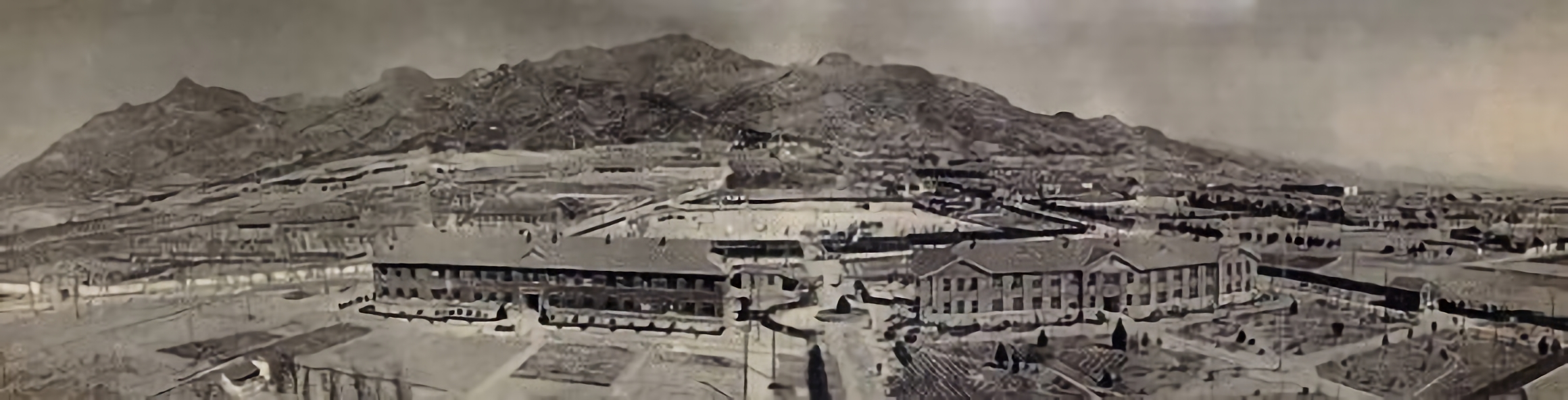
泰安林校，最晚拍摄于1955年，岱宗坊在林校操场以东
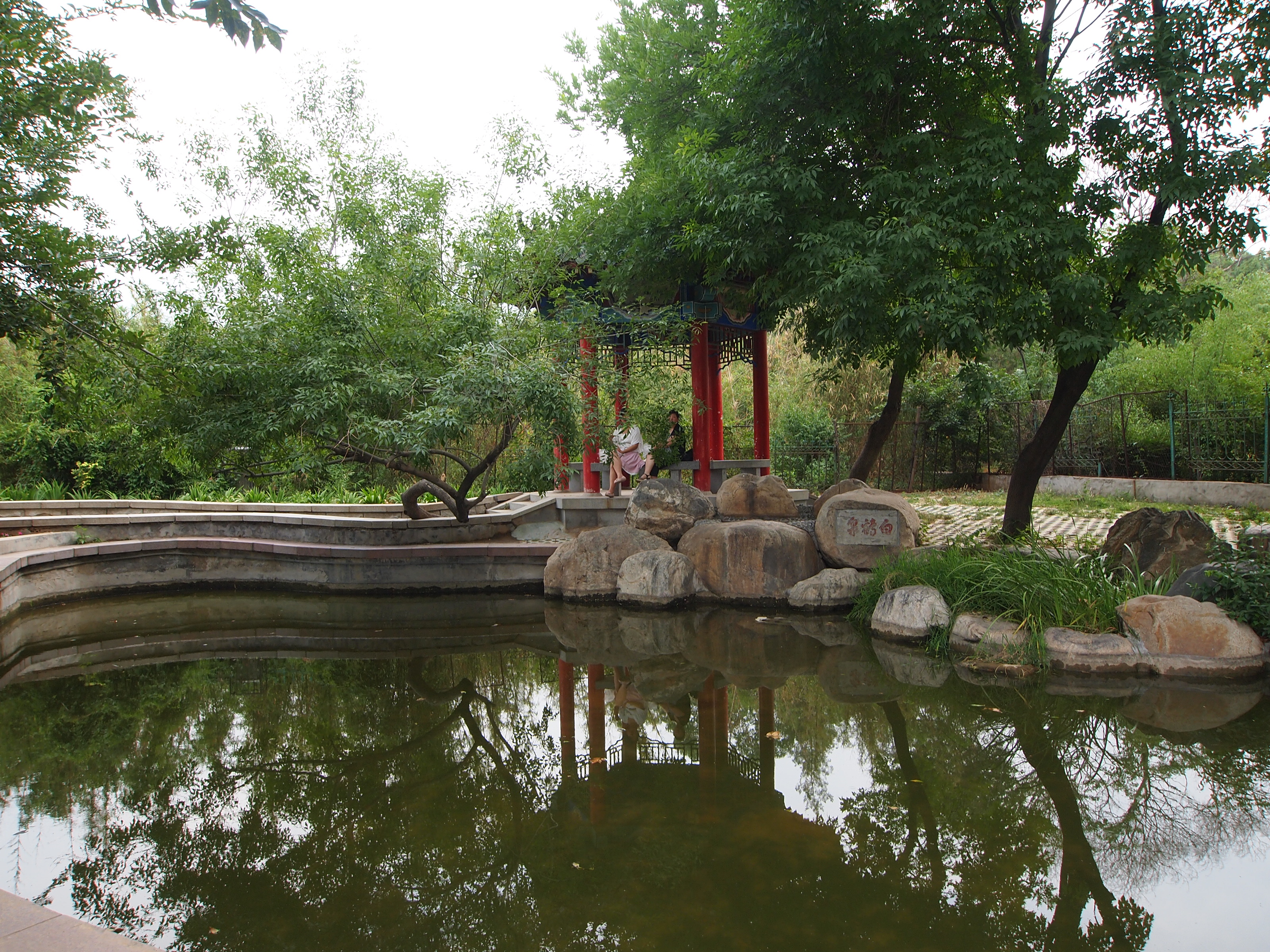
正北的白鹤泉
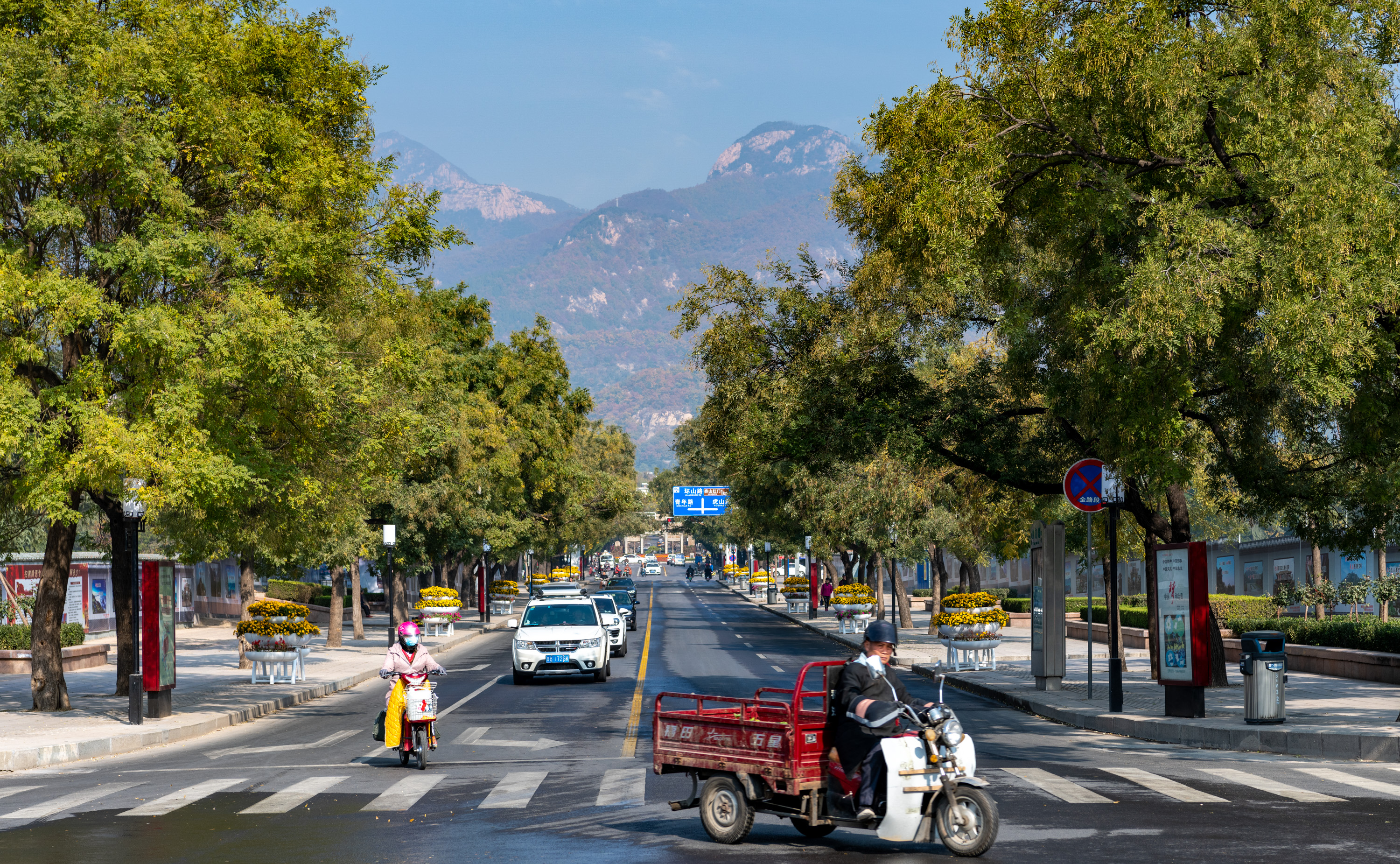
红门路南首(中间是岱宗坊，2018年)